# Microsoft Safety Scanner
Microsoft Safety Scanner es una herramienta desarrollada por Microsoft, similar a la herramienta de eliminación de software malintencionado de Windows, que sirve para analizar la computadora en busca de virus. No está destinado para ser utilizado como una herramienta cotidiana, ya que no proporciona protección en tiempo real contra virus, porque no puede actualizar sus definiciones de virus y caduca después de 10 días.
El 18 de noviembre de 2008, Microsoft anunció la suspensión de Windows Live OneCare, ofreciendo a los usuarios una nueva alternativa gratuita llamada Microsoft Security Essentials, que había estado disponible desde la segunda mitad de 2009. Sin embargo, Windows Live OneCare Safety Scanner, con la misma marca que Windows Live OneCare, no se suspendió durante ese tiempo. La herramienta Microsoft Safety Scanner fue lanzado el 15 de abril de 2011, después de la discontinuación de Windows Live OneCare Safety Scanner.
Por otro lado, se puede ejecutar en una computadora que ya tenga un producto antivirus sin ninguna interferencia con el mismo. Esta herramienta no sustituye al antivirus. La herramienta guarda sus resultados en un archivo de registro localizado en %SystemRoot%\debug\msert.log.